# Gro Espeseth
Gro Espeseth (Stord, 30 de outubro de 1972) é uma futebolista norueguesa, campeã olímpica.

## Carreira
Foi medalhista olímpica de bronze pela seleção de seu país em 1996.